# Russelia pringlei
Russelia pringlei är en grobladsväxtart som beskrevs av Robinson. Russelia pringlei ingår i släktet Russelia och familjen grobladsväxter. Inga underarter finns listade i Catalogue of Life.